# Némethy Károly (tanító)
Némethy Károly (Pest, 1830. január 3. – Arad, 1894. november 21.) községi tanító, író, nyelvtanár, fordító.

## Élete
Budán végezte elemi tanulmányait. Az érettségit 1848-ban a budai evangélikus gimnáziumban szerezte meg. Technikus szeretett volna lenni, de a szabadságharc megakasztotta tanulmányait. Honvédhadnagyként Buda ostrománál is részt vett. A fegyverletétel után a Wasa-ezredbe kényszersorozták, ahonnan számtiszti rangfokozattal két évi és öt hónapi szolgálat után bocsátották el. 1853-tól 1857. szeptemberig nevelő volt Freundnál, Magyarkanizsán, 1857. október 1-től 1858. szeptember végéig Aradszentmártonban Mittlernél. Itt ismerkedett meg leendő feleségével, akit el is vett, s a továbbtanulásról lemondva egzisztenciát teremtett. Aradra költözött, ahol 1868. szeptember végéig a Rotter-féle reáliskola és a Heeger-féle leánynevelőintézet szaktanára lett, mellette előkelő családoknál mint a francia, angol és német nyelv tanára működött. A francia nyelvet az aradi gimnáziumban és polgári iskolában is tanította. 1868-ban az aradi községi elemi iskola IV. osztályában tanítónak választották, ahol élete végéig működött. 1883. október 1-től az aradvidéki tanítóegylet és az aradvárosi községi tanító-testületek 30 évi tanítói működésének jubileumát ünnepelték. Az aradi honvédegyletnél tíz évig és az első aradi önkéntes polgári tűzoltókarnál öt évig mint titkár szolgált. Az aradvidéki tanítóegylet elnöke volt.

## Írásai
Regényei és elbeszélései stb. az Alföldben (1869. Bolszky László kalandjai, regény, elbeszélés Amédée Achard után franciából fordította; 1870. Egy ifjú hölgy regénye, franciából, Marie Antoinette, jellemrajz, németből fordította; 1873. A természettudományok tanítása az elemi iskolában és azok tanítási módszere, felolvasás; 1880. Donna Syréne regény, franciából fordította.; 1881. Elbeszélés németből. 100 000 frank, regény németből, A Krisztuskép, regény németből; 1883. A grófné ballépése, regény franciából fordította, A honvéd, karcolat, Az iskolai takarékpénztárakról, Az énektanításról. Emlékbeszédei; 1879., 1880. és 1883. október 6. az aradi 13 vértanú kivégzési helyén, 1881. február 8. Arad városában 1849. február 8-án vívott utcai harc emlékére a sétatéri szobor előtt, 1881. és 1882. március 15. a városház dísztermében, szintén megjelentek az Alföldben, az Arad és Vidékében és az Arader Zeitungban; az Alföld rendes tudósítója is volt); a Fővárosi Lapokban (1870. Velasquez és Murillo, franciából); a Tanügyi Közlönyben. (Iskolai jellemrajzok, felolvasás, 1879. A tanítónők alkalmazásáról).

## Munkái
- A párbaj. Regény. Arad, 1884. (Előbb az Alföldben).
- Az első aradi önkéntes polgári tűzoltókarnak félszázados működése 1834–1884. Arad, 1885.
- Arad város tanügyi története. Arad megye tanügyét tárgyaló függelékkel. Arad, 1890. Két kötet. (A város költségén nyomtatva).